# Embelia deivanuae
Embelia deivanuae är en viveväxtart som beskrevs av Rhys Owen Gardner. Embelia deivanuae ingår i släktet Embelia och familjen viveväxter. Inga underarter finns listade i Catalogue of Life.